# Бубенцов, Виталий Николаевич
Виталий Николаевич Бубенцов (род. 12 февраля 1944, Мурманск) — российский художник, работающий в жанрах: портрет, пейзаж, натюрморт и тематическая картина, выполненные в различных техниках.
Заслуженный художник Российской Федерации, Член Союза художников России, Член Международной ассоциации изобразительных искусств АИАТ ЮНЕСКО.

## Биография
Родился в 1944 году в городе Мурманске.
С 1969 регулярно участвует во всесоюзных, республиканских, региональных и областных художественных выставках. Участник зарубежных выставок в Финляндии, Норвегии, Швеции, США, Дании, Голландии.
Живёт и работает в Мурманске.

## Образование
Закончил Ленинградское художественное училище имени В. А. Серова в 1963 году и Ленинградский институт живописи, скульптуры и архитектуры имени И. Е. Репина в 1972 году.

## Персональные выставки
- 1978 — персональная выставка (Мурманск, Россия), персональная выставка (Рованиеми, Финляндия)
- 1986 — персональная выставка (Лулео, Швеция)
- 1990 — персональная выставка (Мурманск, Россия)
- 1991 — персональная выставка (Галерея Иде, Голландия)
- 1993 — персональная выставка (Рованиеми, Финляндия)
- 1994 — персональная выставка (Голландия)
- 1996 — персональная выставка (Мурманск, Россия), Персональная выставка (Псков, Россия)
- 1997 — персональная выставка (Мурманск, Россия)
- 1998 — персональная выставка (Мурманск, Россия)
- 2001 — персональная выставка (Мурманск, Россия)
- 2004 — персональная выставка (Международное ателье художников в г. Вадсё, Норвегия), персональная юбилейная выставка (Мурманск, Россия)
- 2005 — персональная выставка (Мурманск, Россия)
- 2008 — персональная выставка «Виталий Бубенцов в Гронингене» (Музей истории корабля в г. Гронингене, Голландия)
- 2009 — персональная юбилейная выставка (Мурманск, Россия)

## Групповые выставки
- 1972 — республиканская выставка «По родной стране» (Москва, Россия)
- 1974 — 4-я зональная выставка «Советский Север» (Вологда, Россия)
- 1977 — «Молодость России» (Москва, Россия), «Художники России — рыбакам» (Астрахань — Калининград — Мурманск — Москва), всесоюзная выставка «Молодость страны» (Москва, Россия), всесоюзная выставка монументального искусства (Казань, Россия)), групповая выставка работ участников всесоюзной творческой группы художников-маринистов (Архангельск, Россия))
- 1978 — всесоюзная выставка «Страна родная» (Минск, Белоруссия), всесоюзная акварельная выставка (Москва, Россия)
- 1979 — 5-я зональная выставка «Советский Север» (Сыктывкар, Россия), всесоюзная выставка «Голубые дороги Родины» (Москва, Россия)
- 1980 — республиканская выставка «Природа и мы» (Москва — Ленинград — Мурманск)
- 1981 — «По родной стране» (Москва, Россия), 7-я всесоюзная акварельная выставка (Москва, Россия)
- 1983 — 3-я всероссийская выставка «Рисунок и акварель» (Ленинград, Россия), Голубые просторы России" (Москва, Россия)
- 1984 — всесоюзная акварельная выставка (Москва, Россия), 6-я зональная выставка «Советский Север» (Новгород, Россия)
- 1985 — «Мир отстояли — мир сохраним» (Москва, Россия), всероссийская выставка художников-акварелистов (Москва, Россия), международная выставка работ художников симпозиума «Экспериментальная живопись 85» (Лулео, Швеция), зарубежная выставка произведений мурманских художников (Буден, Швеция), «Кольская земля» (Архангельск, Россия)
- 1986 — «Графика Заполярья» (Рига, Латвия), «Художники Мурмана» (Петрозаводск, Карелия)
- 1987 — 8-я всесоюзная акварельная выставка (Ленинград, Россия), всесоюзная выставка «Художник и время» (Москва, Россия)
- 1989 — региональная выставка «Художники Севера» (Мурманск, Россия), выставка произведений мурманских художников (Вадсё, Норвегия)
- 1991 — зарубежная выставка произведений мурманских художников (Рованиеми, Финляндия)
- 1992 — зарубежная выставка произведений мурманских художников (Галереи «Довтон» и «Кент» в г.Джексонвилле, США)
- 1993 — зарубежная выставка произведений мурманских художников (Дания)
- 1997 — региональная выставка «Российский Север» (Киров, Россия), персональная выставка (Мурманск, Россия)
- 1998 — 9-я российская выставка «Россия» (Москва, Россия), зарубежная выставка произведений мурманских художников (Гронинген, Голландия)
- 1999 — «Зелёный шум» (Плёс, Россия), «Имени твоему…» (Москва, Россия)
- 2000 — «Образ Родины» (Киров, Россия)
- 2003 — 9-я региональная выставка Российский Север"
- 2004 — российская выставка «Россия Х» (Москва, Россия), 1-я международная выставка акварели «Аквабиеннале» (Петрозаводск, Карелия), «Школа. Учитель. Искусство» (Чебоксары, Чувашия)
- 2005 — международная выставка, посвящённая 60-летию победы (Москва, Россия), «Художники Мурмана» (Вологда, Россия), выставка художников северо-запада России «Спорт» (Мурманск, Россия)
- 2006 — академическая передвижная выставка «Северо-Запад России» (Мурманск-Петрозаводск-Санкт-Петербург-Новгород)
- 2007 — «По родной стране» (Вологда, Россия), международная выставка «Люст» (Галерея Бюитенлюст, Голландия), выставка участников международного пленэра «Тихие зори над Сергилахтой» (Карелия)
- 2008 — всероссийская художественная выставка «Отечество», посвящённая 50-летию Союза художников России; групповая выставка на международном фестивале памяти Баренца (Вардё, Норвегия), выставка участников российского пленэра — 2008, в рамках международной выставки «Аквабиеннале» (Кижи, Карелия)
- 2009 — «Россия» 11-я российская художественная выставка (Москва, Россия)
- 2010 — международная художественная выставка «65 лет Победы» (Москва, Россия)

## Звания и награды
- Заслуженный художник Российской Федерации;
- Член Союза художников России;
- Член Международной ассоциации изобразительных искусств АИАТ ЮНЕСКО.

Награждён серебряной медалью Российской академии художеств, лауреат премии Мурманского Комсомола, дважды Областной администрации, дипломант Союза художников России.

## Работы художника находятся в собраниях
- Мурманского областного художественного музея;
- Мурманского областного краеведческого музея;
- Дирекции выставок Художественного фонда РСФСР;
- Дирекции выставок Министерства культуры России;
- Центрального музея древнерусской культуры и искусства им. А.Рублёва;
- Белорусского государственного художественного музея г. Минск;
- Государственного художественного музея Латвии г. Рига;
- Псковского государственного историко-архитектурного и художественного музея-заповедника;
- Вологодской областной картинной галереи;
- городского выставочного зала г. Петрозаводска Карелия;
- Плёсский государственный историко-архитектурный и художественный музей-заповедник;
- галереи общества Fnik г. Лулео Швеция;
- краеведческого музея г. Себеж Псковская область;
- краеведческого музея г. Пустошка Псковской области;
- в народных картинных галереях: пос. Подтёсово Красноярского края, пос. Роднино Алтайского края, станица Привольная Краснодарского края;
- в галереях и частных собраниях России в городах: Москве, Санкт-Петербурге, Мурманске, Архангельске, Вологде, Пскове и др.;
- в галереях и частных собраниях за рубежом: Норвегии, Швеции, Дании,Финляндии, Голландии, Франции, Германии, Болгарии, США и др.

## Другая деятельность
- В 2004 г. работал в Международном ателье художников в г. Вадсё (Норвегия)
- В настоящее время преподаёт в Мурманском государственном гуманитарном университете. Является доцентом кафедры изобразительного искусства.